# 傑佛遜港斯泰申 (紐約州)
傑佛遜港斯泰申（英語：Port Jefferson Station）是位於美國紐約州薩福克縣的普查規定居民點。

## 人口
根據2020年美國人口普查的數據，傑佛遜港斯泰申的面積為6.84平方千米，皆為陸地。當地共有人口7950人，而人口密度為每平方千米1,162.28人。